# 서부로 가는 길
서부로 가는 길(The Way West)은 미국에서 제작된 앤드루 V. 매클래글렌 감독의 1967년 모험, 서부 영화이다. 커크 더글라스 등이 주연으로 출연하였고 해롤드 헤츠 등이 제작에 참여하였다.

## 출연

### 주연
- 커크 더글라스
- 로버트 미첨

### 조연
- 리차드 위드마크
- 롤라 알브라이트
- 샐리 필드
- 캐서린 저스티스

## 제작진
- 원작자: A.B. 구스리 주니어
- 의상: 노마 코치
- 배역: 에드워드 F. 리니